# FXOpen
FXOpen은 메타트레이더 4, 메타트레이더 5, 틱트레이더 트레이딩 플랫폼을 통해 온라인 거래 서비스들을 제공하는 리테일 및 기관 외환시장 중개사이다. ECN에 접근할 권한을 제공한다. FXOpen은 오스트레일리아, 세인트키츠 네비스, 영국, 키프루스에서 운영하며 기타 수많은 국가들에서 외판원들을 보유하고 있다.